# Settles Hotel
The Settles Hotel es un hotel histórico de 15 pisos ubicado en 200 East Third Street en Big Spring, Texas. Completado originalmente en 1930, abrió sus puertas el 1 de octubre de 1930. Operó desde 1930 hasta principios de la década de 1980, y posteriormente fue abandonado durante unos 30 años, antes de reabrir a finales de 2012.
Fue comprado por Settles Hotel Development Corporation a finales de 2006. Desde entonces, la SHDC también ha adquirido propiedades contiguas, incluido el Big Spring Boys and Girls Club y la terminal de autobuses Greyhound abandonada, que luego fue demolida.
Fue  incluido en el Registro Nacional de Lugares Históricos el 18 de abril de 2013. Hotel Settles es miembro de Historic Hotels of America, el programa oficial del National Trust for Historic Preservation.

## Reapertura
Reabrió sus puertas al público el 28 de diciembre de 2012. La construcción en otras partes del hotel continuó hasta 2013. 
El 10 de abril de 2015, la Asociación Histórica del Oeste de Texas en su 92.ª conferencia anual en Amarillo, presentó una conferencia y un debate sobre Hotel Settles: "A Grand Dame Shines Again: Big Spring's Hotel Settles during Eighty-five Years of Boom, Bust, y Boom" de Barbara Brannon.

## enlaces externos
- Sitio web de Hotel Settles
- Fotos del Llano Estacado Archivado el 9 de agosto de 2017 en Wayback Machine.

- Datos: Q7456951
- Multimedia: Hotel Settles / Q7456951